# イーリス
- イーリス
- アイリス（英語）
- イリス（日本語）

イーリス（古希: Ἶρις、古代ギリシア語ラテン翻字: Ĩris）は、ギリシア神話に登場する虹の女神である。英語読みではアイリス (Iris) となる。日本語では長母音を省略してイリスとも表記される。
イーリスはギリシア語で虹を意味する。英語では虹彩も「iris」という。また、イーリスの聖花はアヤメ（アイリス）だが、この名もイーリスに由来する。
ローマ神話では、アルクス（Arcus）が対応する女神である。

## 神話
タウマースと、オーケアノスの娘エーレクトラーとの娘で、ハルピュイアの姉。ゼピュロスの妻であり子供には、ポートス（あるいはエロース）がいる。美術において背中に翼を持った姿で描かれる場合が多い。
天地を結ぶ虹として、疾速で知られ、遠くの土地や海底でも瞬く間に移動することが出来る。そのためヘルメースがゼウスの腹心の部下であるように、イーリスはヘーラーの忠実な部下としてヘーラーの伝令使を務める。ただし『イーリアス』においてはその区別は厳密ではなく、しばしばゼウスのために伝令使として行動している。
ヘーシオドスの『神統記』によれば、神々が互いに争ったり、嘘をついて欺こうとする者がいたとき、ゼウスはイーリスを冥府に派遣し、誓約の証人としてステュクスの水を汲んでこさせる。『ホメーロス風讃歌』「アポローン讃歌」によると、女神レートーがデーロス島でアポローンを出産する際、アポローンの祭壇と神域がデーロス島で末永く栄え、アポローンは他の誰よりもまずデーロス島に栄誉を与えることをステュクスに誓った。しかしレートーはその日から9日間産褥に苦しんだため、レートーのもとに集まった女神たちはイーリスを天に遣わして出産の女神エイレイテュイアを連れて来させようとした。エイレイテュイアは彼女をレートーのもとに行かせまいとする母ヘーラーのもとで何も知らずにいたが、イーリスは女神たちに言い含められたように彼女をヘーラーのいないところに呼び出して説得し、デーロス島に連れて行った。するとレートーはすぐさまアポローンを出産したという。オウィディウスの『変身物語』によると、ヘーラーは、イーリスに命じて冥府にあるヒュプノスの館に行って、ヒュプノスの息子モルペウスを遣わしてケーユクスの死んだことをアルキュオネーの夢枕に立って伝えた。

## ギャラリー

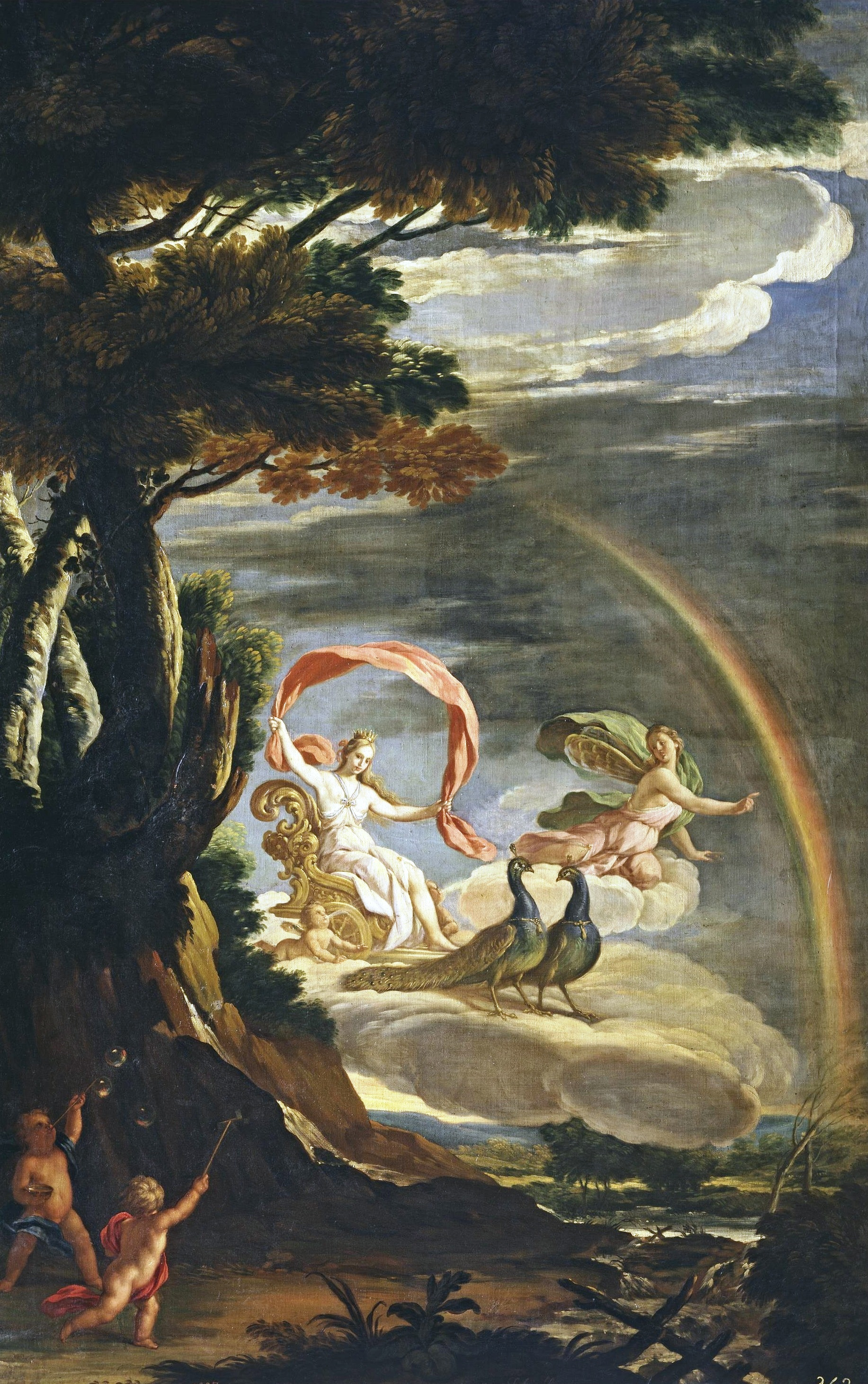
アントニオ・パロミーノ『空気の寓意：ヘーラーとイーリス』（1700年） プラド美術館所蔵
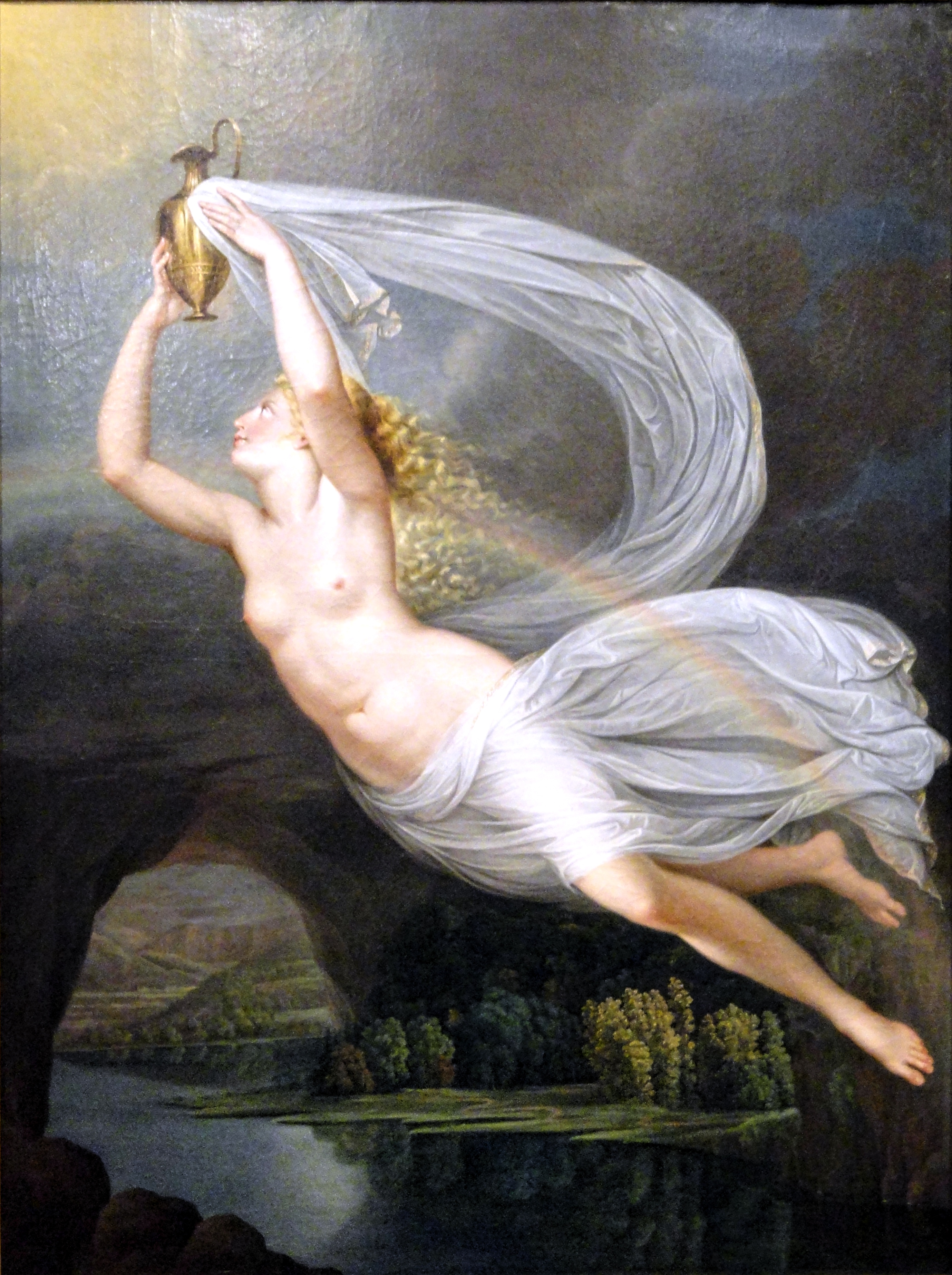
ガイ・ヘッド『ステュクス河の水を運ぶイーリス』（1793年） ネルソン・アトキンス美術館所蔵
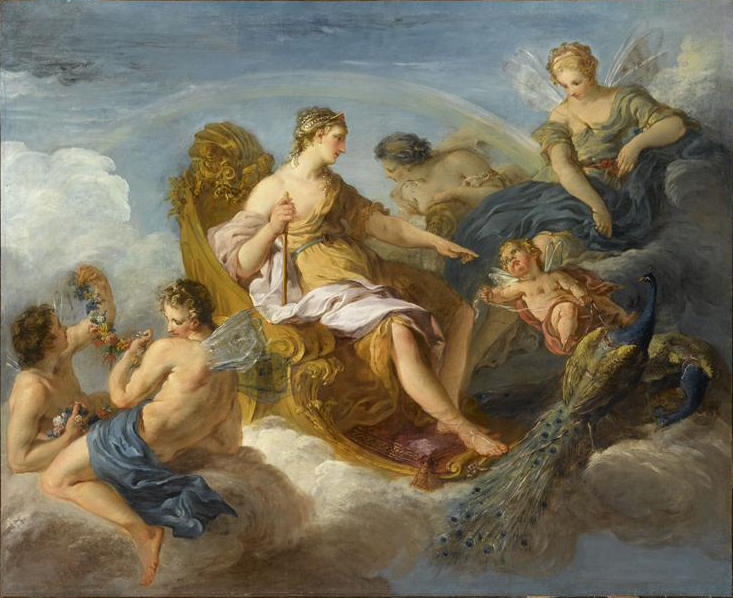
フランソワ・ルモワーヌ『フローラ、ヘーラー、イーリス』（1720年） ルーヴル美術館所蔵
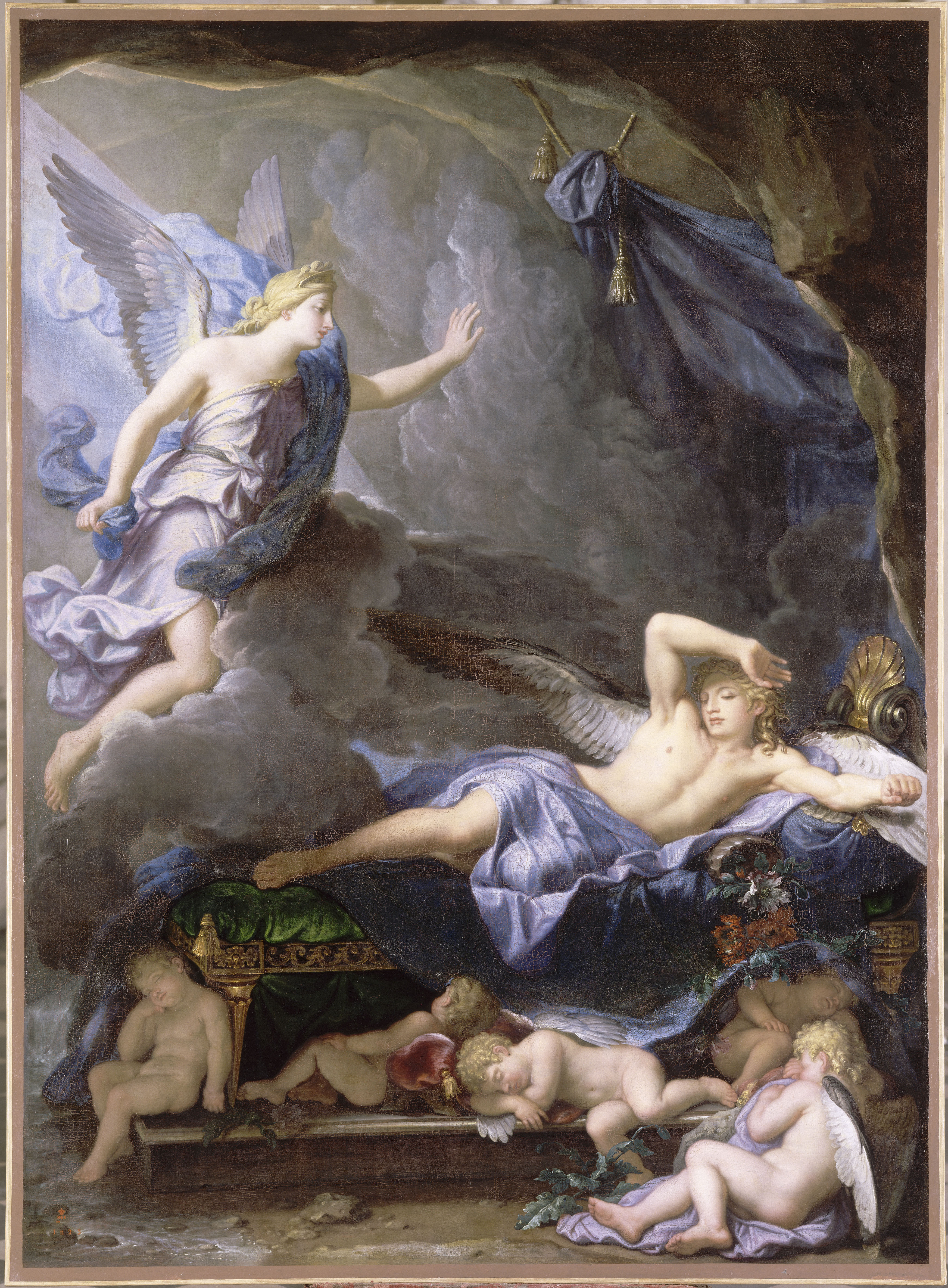
ルネ＝アントワーヌ・ウアス『イーリスに起されるモルペウス』（1690年） ベルサイユ宮殿所蔵
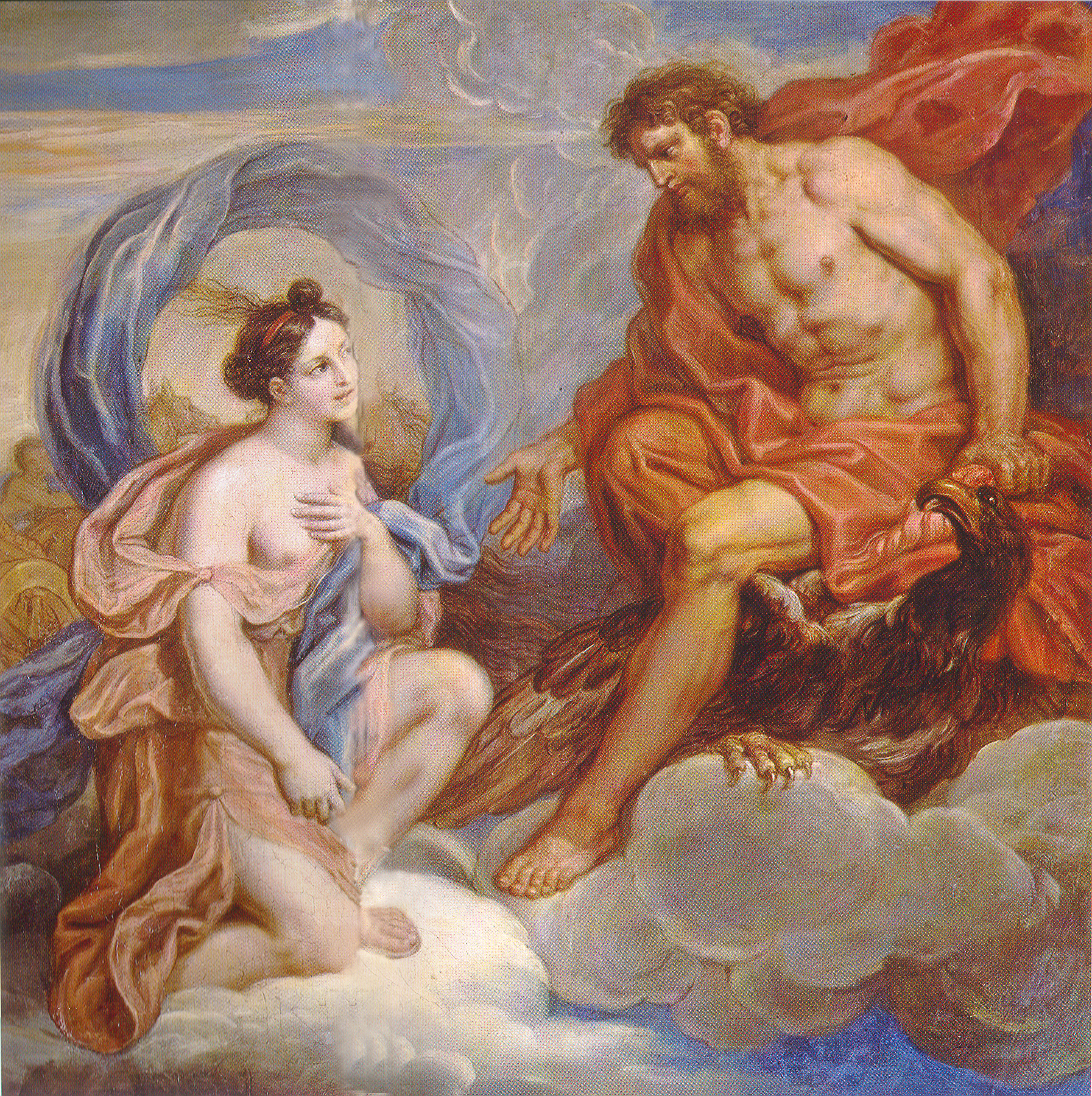
ミシェル・コルネイユ(息子)『イーリスとゼウス』（1701年） ベルサイユ宮殿所蔵
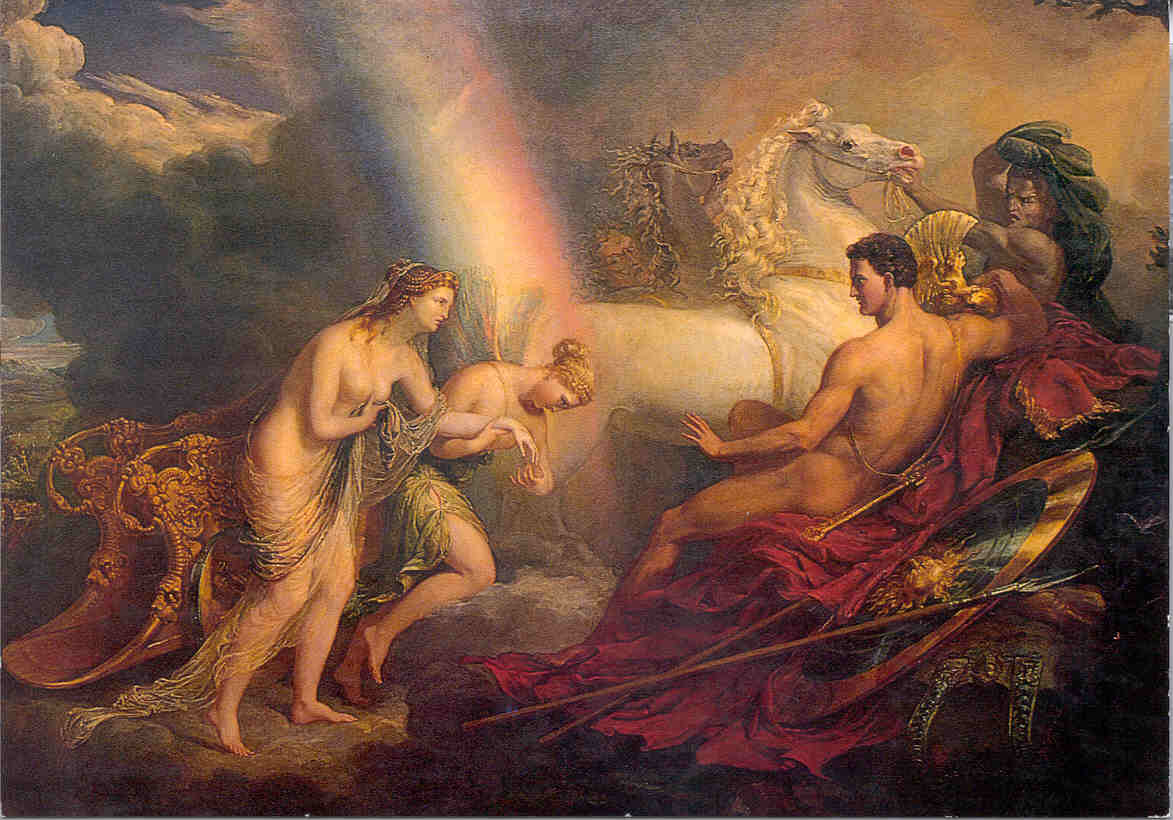
ジョージ・ヘイター『イーリスの助けを借りたヴィーナスが恋人マールスに苦情を言う』（1820年） チャッツワース・ハウス所蔵